# Vamberk
Vamberk är en stad i Tjeckien. Den ligger i den östra delen av landet, 130 km öster om huvudstaden Prag. Vamberk ligger 319 meter över havet och antalet invånare är 4 768.
Terrängen runt Vamberk är platt åt nordväst, men åt sydost är den kuperad. Runt Vamberk är det ganska tätbefolkat, med 72 invånare per kvadratkilometer. Närmaste större samhälle är Ústí nad Orlicí, 17,6 km söder om Vamberk. Omgivningarna runt Vamberk är en mosaik av jordbruksmark och naturlig växtlighet.